# Чехословацкий национальный совет

Изображение флага Чехословацкой народной рады (первоначально назывался «флаг Штефаника»)

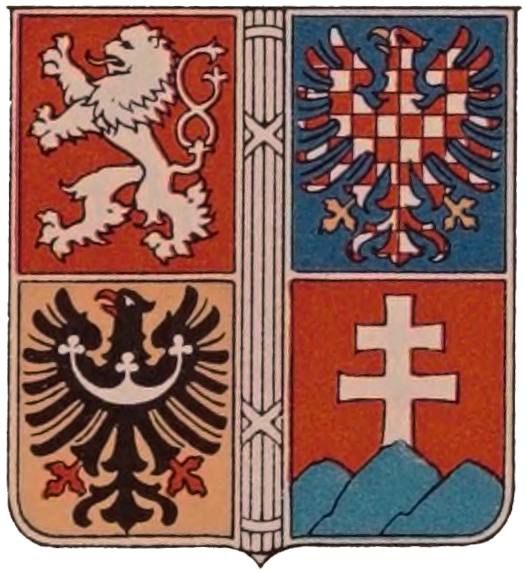
Изображение герба Чехословацкой народной рады

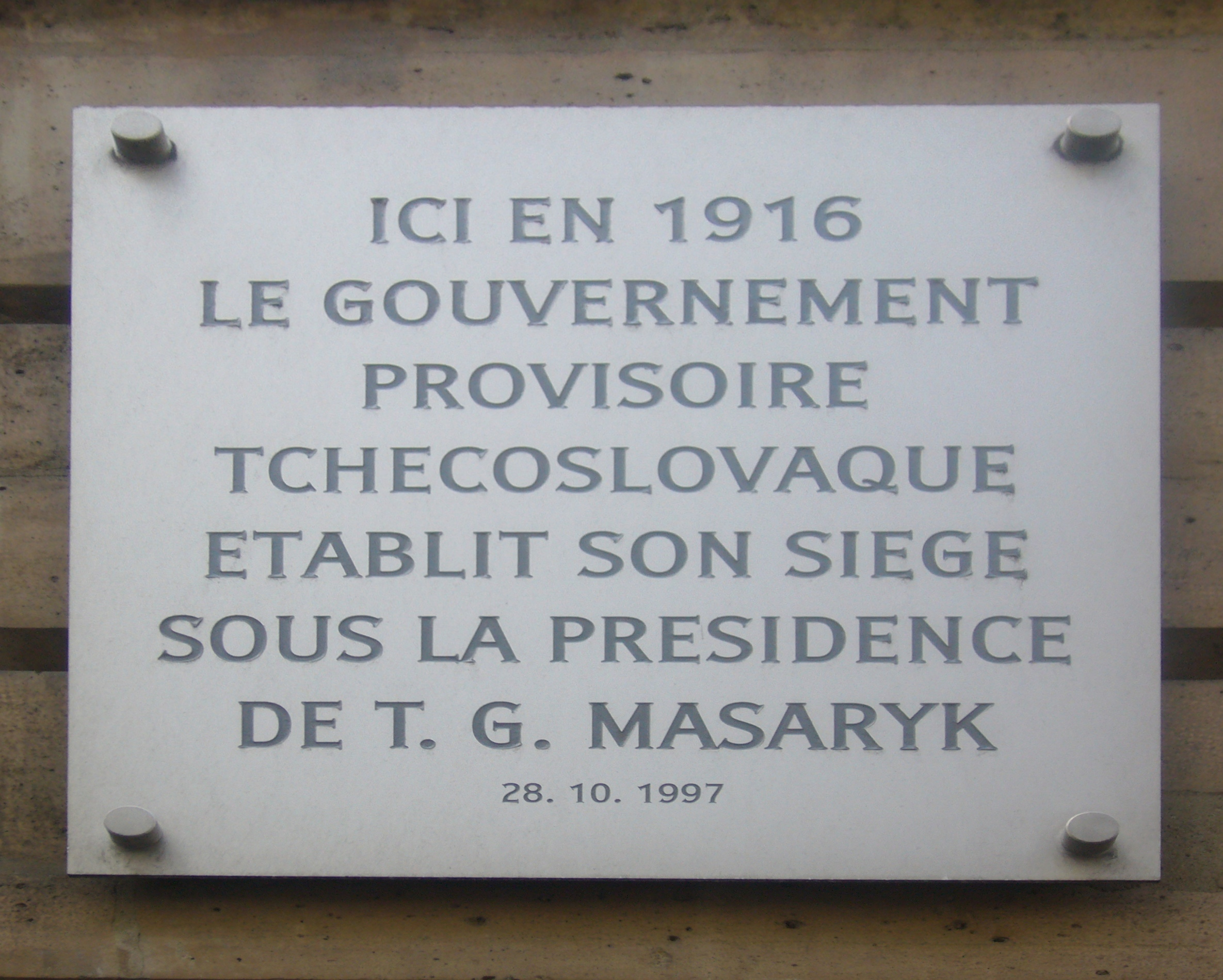
Памятная доска на доме № 18 на Рю Бонапарт в Париже, Франция

Чехословацкий национальный совет (фр. Conseil National Tchécoslovaque), Чехословацкая народная рада (чеш. Československá národní rada) — руководящая политическая организация (рада (совет)) чехословацкой  эмиграции в период Первой мировой войны.

## История
Рада (совет) была создана 13 февраля 1916 года в Париже в качестве представительного органа так называемого «заграничного сопротивления» по инициативе Томаша Масарика, Милана Штефаника, Эдварда Бенеша, Штефана Осуского и других деятелей чешского и словацкого национальных движений, для решения вопроса с Антантой о создании государства, армии и флота чехов и словаков.
Председателем ЧНС был избран Томаш Масарик, заместителями председателя — Йозеф Дюрих (Josef Dürich) и Милан Штефаник, генеральным секретарём — Эдвард Бенеш.
Предшественником ЧСНС (ЧСНР) являлся созданный в 1915 году в Париже Чешский заграничный комитет, заявивший в своем манифесте, от 14 ноября 1915 года, о поддержке Антанты и о стремлении добиваться создания самостоятельного чехословацкого государства. В феврале 1916 года именно на его базе в Париже был создан Национальный совет чешских (позднее — и словацких) земель, позднее переименованный в Чехословацкую народную раду.
Совет (рада) располагался в здании по адресу: Рю Бонапарт (Rue Bonaparte), дом № 18, где в настоящее время размещается чешское посольство и Чешский центр (позднее Совет переехал в здание № 34 по той же улице, где и оставался до конца войны).

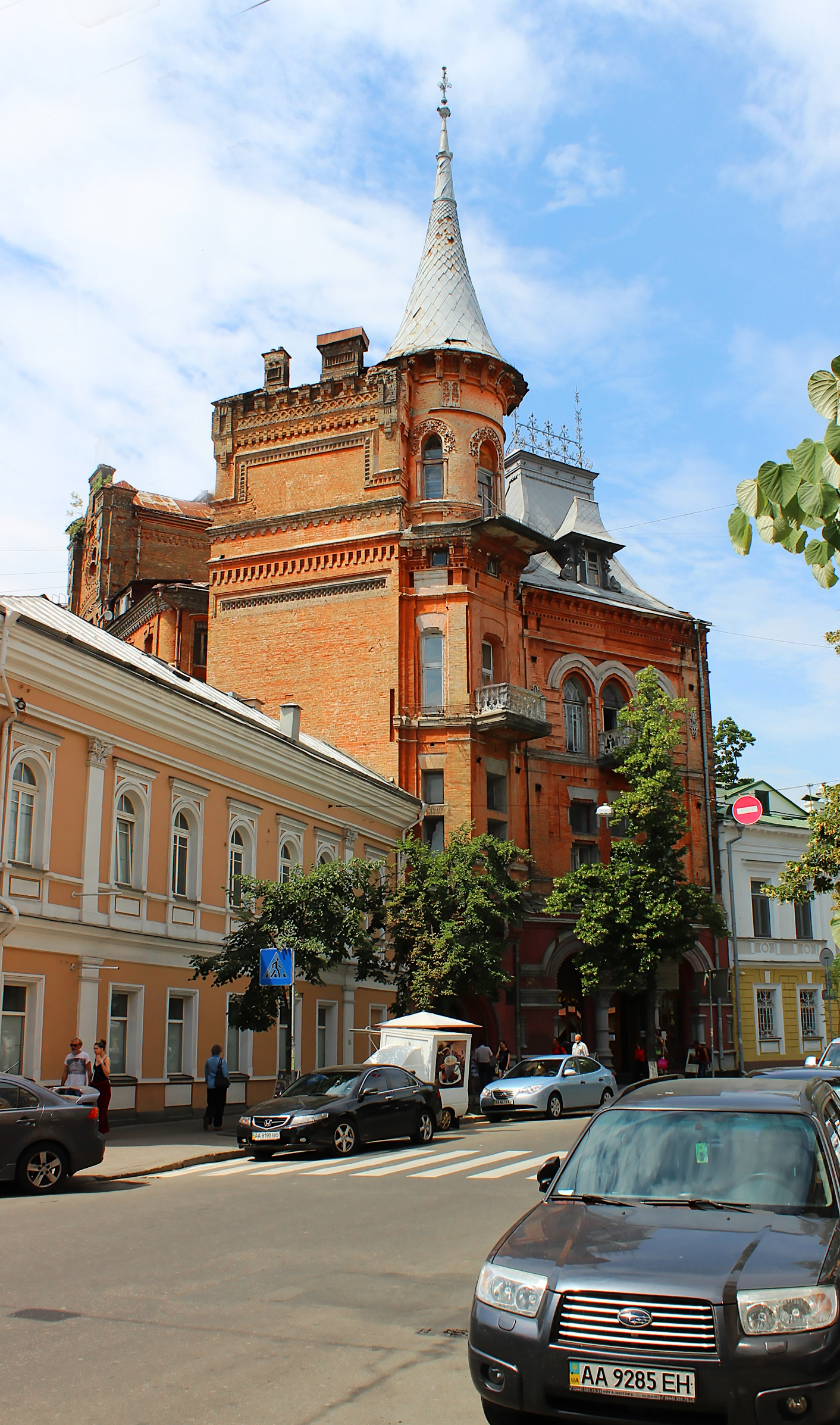
Резиденция ЧНС в Киеве — Дом Подгорского

Печатные органы — журналы «La Nation Tchèque» и «Československá samostatnost».
Первоначально деятельность ЧСНР (ЧСНС) ограничивалась установлением связей с деловыми и правительственными кругами государств Антанты, сбором разведывательной информации и антиавстрийской пропагандой. В дальнейшем была развёрнута вербовка военнопленных и эмигрантов для работы в промышленности и сельском хозяйстве государств Антанты, добровольцев для чехословацких частей, формировавшихся в России (Чешская дружина, чехословацкие полки, бригады, дивизии, легионы и корпус), Франции (рота), Италии.
Руководители Чехословацкого национального совета продвигали идею коренного изменения политической географии Средней Европы — в частности, расчленения Австро-Венгрии и создания самостоятельных чехословацкого и югославского государств — и предпринимали активнейшие усилия для получения согласия и содействия государств Антанты (в первую очередь, Франции и России) и США в сформировании самостоятельной добровольческой чехословацкой армии.
В мае 1917 года с согласия Временного правительства было создано Отделение ЧНС для России во главе с Томашем Масариком.
Результатом деятельности Совета стало, в частности, подписание французским правительством декрета, от 16 декабря 1917 года, о создании во Франции чехословацкой армии, подчинявшейся Чехословацкому национальному совету.
В конце Первой мировой войны в июне — сентябре 1918 года Совет был признан правительствами Франции, Великобритании, США и Японии в качестве официального представителя будущего чехословацкого государства. 14 октября 1918 года Совет был преобразован в так называемое временное чехословацкое правительство в Париже. 18 октября 1918 года издал Вашингтонскую декларацию, декларацию независимости чехословацкой нации. Формально прекратил свою деятельность 14 ноября 1918 года с созданием первого правительства Чехословацкой Республики.